# Anisodes aurantiata
Anisodes aurantiata là một loài bướm đêm trong họ Geometridae.